# Prrenjas
Prrenjas (en albanais : Prrenjasi) est une municipalité d'Albanie, appartenant à la préfecture d'Elbasan. Sa population est de 5 049 habitants en 2023. 

## Géographie
Përrenjas est situé sur la montée occidentale du col Qafë Thana ( 937 m d'altitude ) dans une petite plaine, le Fusha e Domosdovës , entourée de montagnes. La plaine, une grande doline karstique , est drainée vers l'ouest jusqu'au Shkumbin par la rivière Lingjaca. À l'est se trouve le col, qui est le point de passage vers le lac d'Ohrid et où se trouve le poste frontière vers la Macédoine du Nord. Un peu au nord se trouve la chaîne de montagnes Shebenik , qui fait partie du parc national Shebenik-Jabllanice , et au sud les montagnes Mokra .

## Histoire
L'histoire de la création de Prrenjas remonte à l'époque des guerres ottomanes albanaises, la région où s'élève la ville s'appelait Torviolli. Le héros local, Jeering Kastrioti Skanderbeg, avant de partir au combat (la bataille est connue sous le nom de bataille de Torvioll), déclara à ses combattants « qu'il fallait gagner ». 

Le nom de la ville de Prrenjas est lié à la bataille remportée par l'armée de Skanderbeg. 

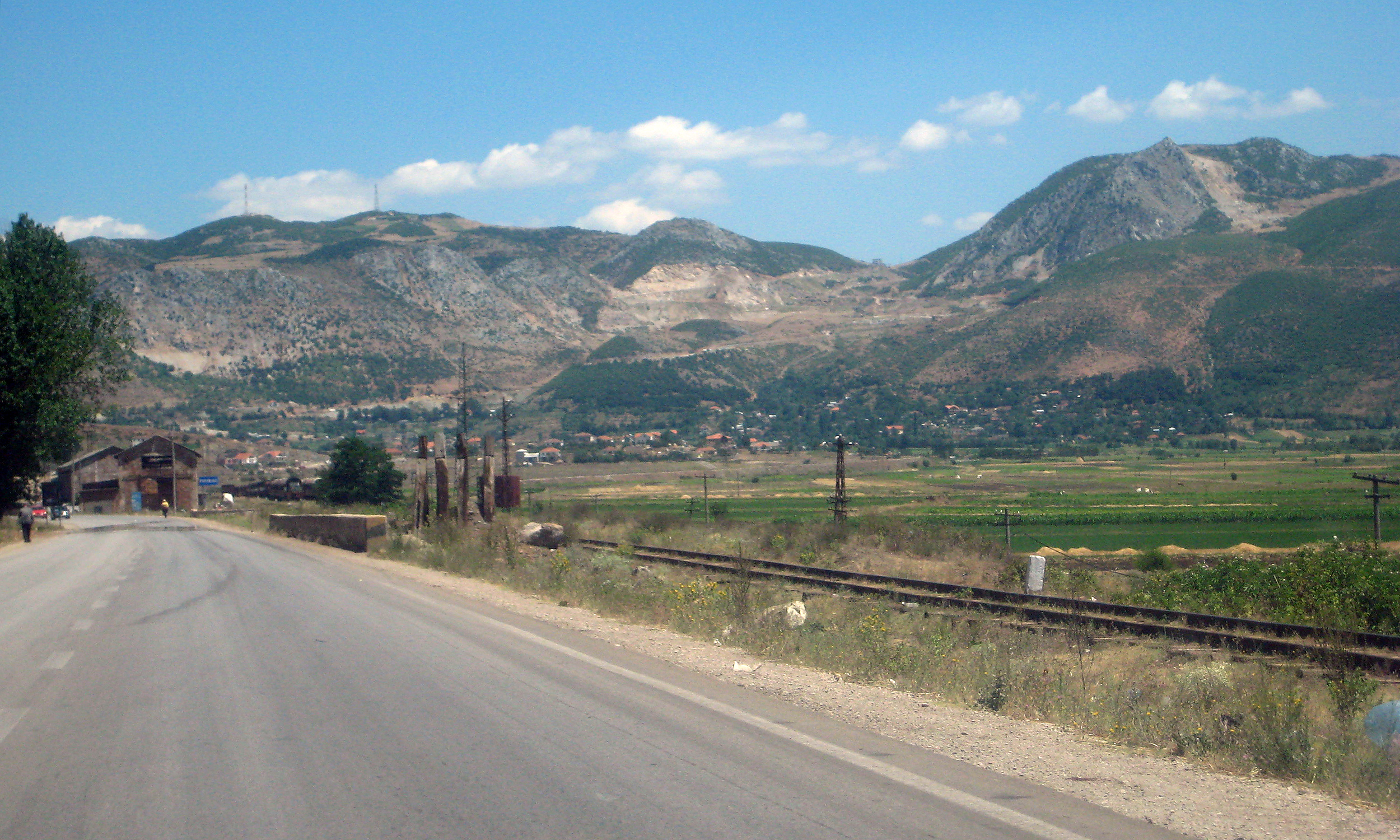
La plaine de Domosdova (aujourd'hui), où la bataille de Torvioll a eu lieu

Prrenjas est connu pour son lien avec la Via Egnatia, voie romaine qui reliait Istanbul à Durrës.

## Démographie
À l'été 2015, la municipalité a fusionné avec les municipalités environnantes ( komuna ) au sud du district de Librazhd aboli , avec Qukës (8 211 habitants), Rrajca (8 421 habitants) et Stravaj (2 427 habitants). Les quatre anciennes municipalités sont depuis devenues les Njësitë administratives (unités administratives) des Bashkia Përrenjas.
| Name      | Résidents 2023 | Résidents 2011. |
| --------- | -------------- | --------------- |
| Qukës     | 5916           | 8211            |
| Përrenjas | 5049           | 5847            |
| Rrajca    | 6215           | 8421            |
| Stravaj   | 1588           | 2427            |
| Total     | 18.768         | 24.906          |

## Communications
La route principale de Prrenjas est la SH3 (route nationale 3), qui part de Tirana et se termine à Korçë, passant par Prrenja.